# Ajinomoto

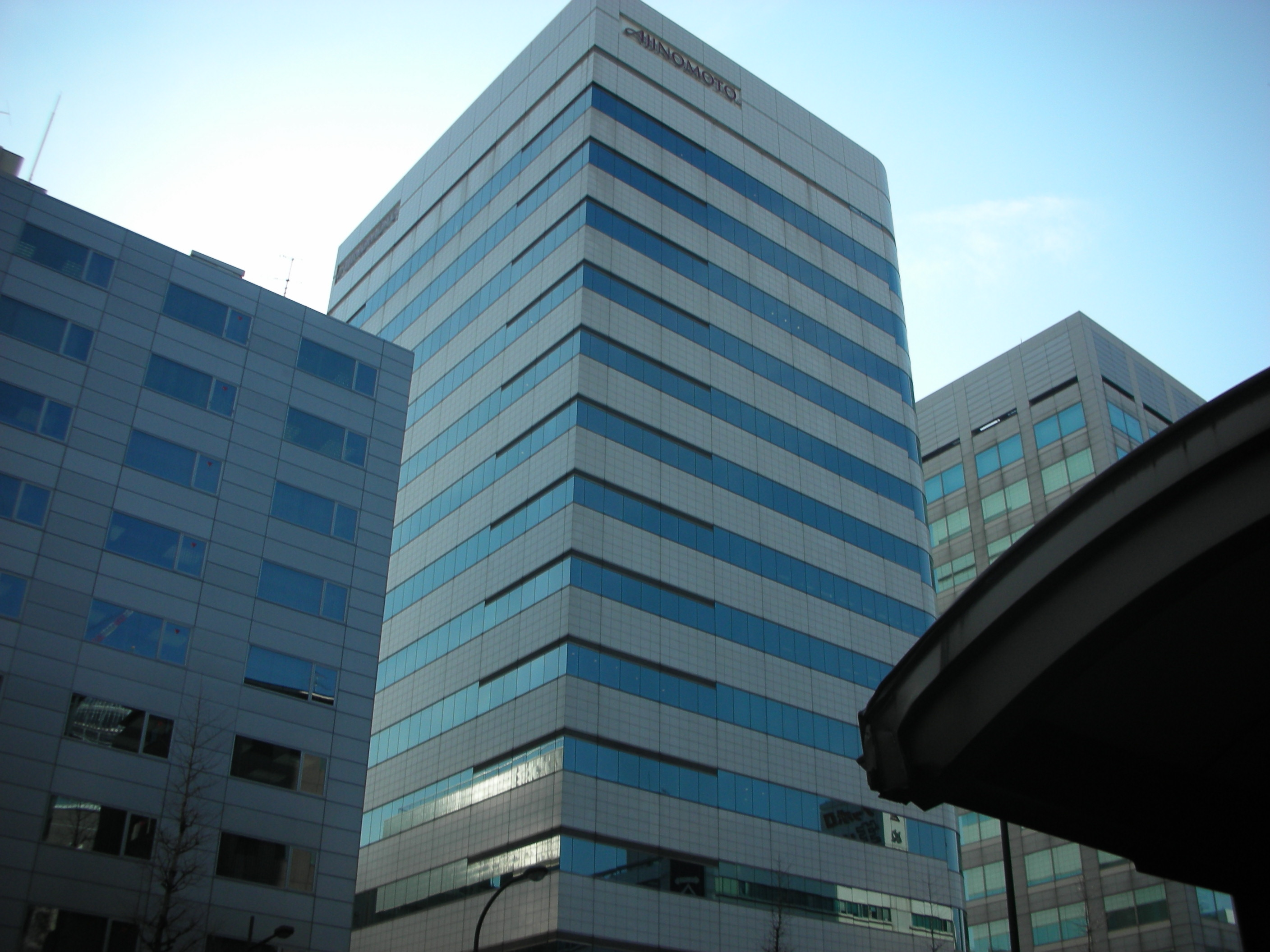
Gli uffici della Ajinomoto.

Ajinomoto (味の素株式会社?, Ajinomoto Kabushiki-gaisha) è una compagnia giapponese che produce condimenti, oli da cottura, generi alimentari e prodotti farmaceutici. La traduzione letterale di Ajinomoto è "Essenza del gusto", usato come marchio per il glutammato monosodico della compagnia. Ajinomoto oggi produce un terzo di tutto il glutammato monosodico prodotto nel mondo. 
Il 13 gennaio 2006 la società acquistò l'azienda di salse e condimenti Amoy Food Limited, precedentemente appartenente al gruppo Danone, per poi venderla nello stesso anno al gruppo cinese CITIC.